# Umberto Perrotta
Umberto Perrotta (Paola, Itália, 22 de março de 1924 – 1 de novembro de 2016) foi um médico brasileiro nasciod na Itália.
Graduado em medicina pela Faculdade Nacional de Medicina da Universidade do Brasil em 1947. Foi eleito membro da Academia Nacional de Medicina em 1988, sucedendo Lucio Villa Nova Galvão na Cadeira 21, que tem Fernando Ferreira Vaz como patrono.
Foi membro fundador da Academia Brasileira de Médicos Escritores